# هوراس جکسون
هوراس جکسون (انگلیسی: Horace Jackson؛ ۲۹ مارس ۱۸۹۸ – ۲۶ ژانویهٔ ۱۹۵۲) یک کارگردان و فیلم‌نامه‌نویس اهل ایالات متحده آمریکا بود. وی بین سال‌های ۱۹۲۳ تا ۱۹۴۱ میلادی فعالیت می‌کرد.
وی نامزد دریافت جایزه اسکار بهترین فیلم‌نامه اقتباسی برای فیلم تعطیلات در چهارمین دوره این مراسم بوده است.